# Joan Maluquer i Viladot
Joan Maluquer i Viladot   (Barcelona, 3 de setembre de 1856 - Barcelona, 12 de juliol de 1940) fou un polític i jurista català.

## Biografia
Fill del jurista i alcalde de Barcelona Salvador Maluquer i Aytés, es llicencià en dret per la Universitat de Barcelona el 1875. Implicat de jove en el moviment catalanista, va col·laborar a La Renaixença i fou secretari del Primer Congrés Catalanista (1880). Políticament, inicialment fou influït per Germán Gamazo y Calvo, i milità al Partit Conservador, atret per Antoni Maura i Montaner. Amb aquest partit fou escollit regidor de l'ajuntament de Barcelona i diputat pel districte de Terrassa-Sabadell a les eleccions generals espanyoles de 1886 i pel de Solsona a les eleccions generals espanyoles de 1893, 1896 i 1898. Des del seu escó defensà l'especificitat i vigència del dret civil català. Posteriorment fundà la Federació Monàrquica Autonomista i fou senador per la província de Lleida el 1903-1905 i diputat per Tenerife a les eleccions generals espanyoles de 1907.
Després ocupà diversos càrrecs com a jurista, com el de fiscal del Tribunal Suprem d'Espanya, degà del Col·legi d'Advocats de Barcelona i Secretari de l'Acadèmia de Jurisprudència i Legislació de Catalunya. El 1930, poc abans de la proclamació de la República, fou nomenat president de la Diputació de Barcelona, des d'on lliurà el poder a Francesc Macià quan aquest proclamà la República Catalana el 14 d'abril de 1931. Després ingressà a la Lliga Catalana i fou president de la comissió encarregada de redactar l'Apèndix del dret català al Codi civil espanyol, com també de la Comissió Jurídica Assessora des que en fou nomenat per decret el 24 d'octubre de 1932 fins a la seva dissolució l'any 1936.
Durant la Segona República deixà la política i fou membre del consell d'administració de l'empresa Fomento de Obras y Construcciones. En esclatar la guerra civil espanyola es va aixoplugar a Ocata (el Masnou), on tenia segona residència (al carrer de Pere Grau, 10) i estiuejava des de començament de segle. El 1937 marxà a Marsella i després a París amb un salconduit signat per Josep Tarradellas. El 1938 anà a Sant Sebastià, on va topar amb Severiano Martínez Anido pel seu anticatalanisme. Aleshores s'establí amb la seva família a Pamplona fins al 1939, quan va tornar a Barcelona, on va morir un any més tard. És pare de Joan Maluquer i Nicolau i Joaquim Maluquer i Nicolau, i avi d'Ignasi Maluquer de Motes, Salvador Maluquer i Maluquer i Joaquim Maluquer i Sostres.
L'any 1930 l'Ajuntament del Masnou li va donar el títol de fill adoptiu del Masnou.
El seu fons personal es troba dipositat al CRAI Biblioteca del Pavelló de la República de la Universitat de Barcelona. Consta de documents personals, correspondència com a president de la Diputació Provincial de Barcelona (1930-1931), Premsa de l'època i retalls de premsa.

## Obres
- Teatre català: estudi històrico-crític (1878)
- Aborígens catalans (1880),
- Derecho civil especial de Barcelona y su término (1889)
- Recuerdos de una excursión a Dinamarca y Suecia (1907)
- Recuerdos de un viaje a Canarias (1908),
- El dominio del espacio en sus relaciones con el derecho (1911)
- La physionomie et la valeur sociale du droit catalan (1923)
- Records d'un viatge al Senegal (1928),
- Les meves noces d'or amb el molt il·lustre Col·legi d'Advocats de Barcelona (1929)
- Per a construir la Regió Catalana (1929)
- Una mica d'història (La catalanitat de la darrera diputació provincial de Barcelona) (1934)